# 107
Năm 107 (CVII) là một năm thường bắt đầu bằng Thứ Sáu trong lịch Julius.

## Sự kiện
- Bagan (ngày nay là Myanmar) được thành lập bởi Thamudarit.